# Tokimasa Hōjō
Tokimasa Hōjō (jap. 北条 時政 Hōjō Tokimasa; ur. 1138, zm. 6 lutego 1216) – pierwszy z shikkenów z rodu Hōjō, którzy sprawowali rzeczywistą władzę w Japonii w trakcie okresu Kamakura. 

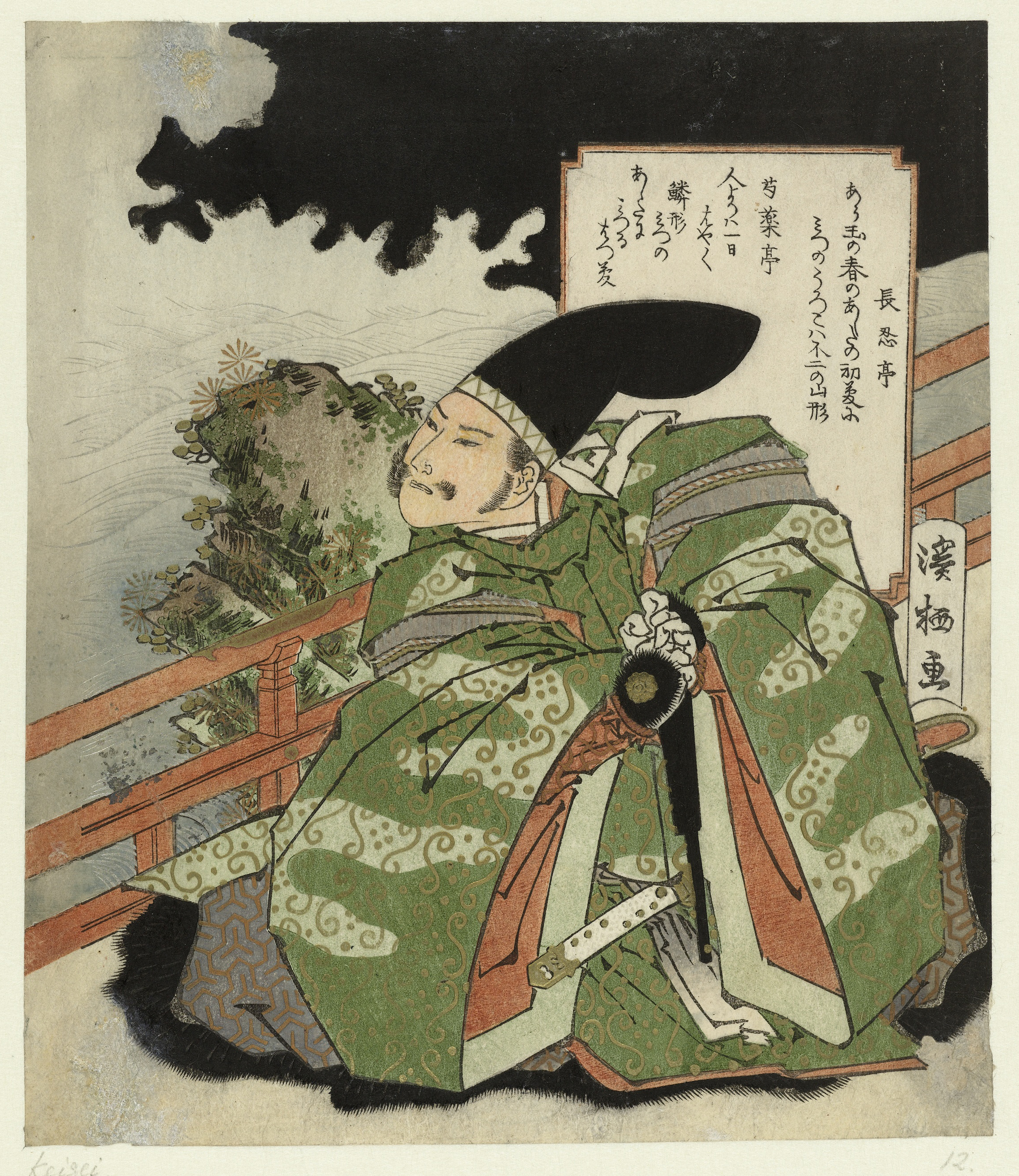
Bogini Benzaiten ukazuje się Tokimasie Hōjō w Enoshimie (1833); autor Keisei Aoigaoka (aktywny w latach 20. i 30. XIX w.)

Tokimasa wywodził się z samurajskiego rodu Hōjō. Początkiem jego kariery był sojusz z Yoritomo Minamoto, w czasie jego pobytu na wygnaniu po śmierci ojca. Yoritomo poślubił córkę Tokimasy – Masako Hōjō i w 1181 r. udzielił mu wsparcia w walce z zabójcami jego ojca. 
Zwycięski Yoritomo ustanowił siogunat Kamakura i przejął faktyczne rządy w kraju. 
Po śmierci Yoritomo w 1199 r. Tokimasa stanął na czele rady doradczej, mającej na celu ograniczenie władzy porywczego syna i następcy Yoritomo – Yori'ie Minamoto. W 1204 r. Yori'ie został zamordowany z rozkazu Tokimasy, a siogunem został jego niepełnoletni brat Sanetomo Minamoto. Tokimasa objął urząd regenta i przejął władzę oficjalnie w imieniu wnuka. Od tego czasu, aż do 1333 r. kolejni przedstawiciele rodu Hōjō, pełnili funkcję regentów, sprawując rzeczywiste rządy w Japonii. Po próbie zamachu na życie Sanetomo w 1205 r., Tokimasa został zmuszony przez swoją córkę Masako i syna Yoshitokiego Hōjō do ustąpienia ze stanowiska regenta. Nowym regentem został Yoshitoki, a usunięty ze stanowiska regenta Tokimasa wstąpił do buddyjskiego klasztoru, gdzie zakończył życie. 